# Pedagoška fakulteta Koper
Pedagoška fakulteta Univerze na Primorskem (uradno krajše ime UP PEF), s sedežem v Kopru, je fakulteta, ki je članica Univerze na Primorskem (uradno krajše ime UP). Leta 1974 je bila najprej ustanovljena kot koprska enota Pedagoške akademije (kasneje Pedagoške fakultete) v Ljubljani, leta 2003 pa se je preoblikovala v samostojno fakulteto v sklopu novousatnovljene UP. 
Trenutna dekanja fakultete je prof. dr. Mara Cotič. 
Predsednica Študentskega sveta UP PEF, ki je najbolj dejaven študentski svet na UP, je Maja Humski.
Fakulteta izobražuje za poklic vzgojitelja, učitelja in pedagoga, na podiplomskem študijskem področju pa ponuja širšo paleto izobraževanj. Fakulteta vsako leto razpiše tudi študijske programe za izpopolnjevanje in usposabljanje.

## Visokošolska knjižnica Fakultete za management in Pedagoške fakultete v Kopru

#### Zgodovina
Začetek ustanovitve knjižnice, skupaj s šolo, sega v leto 1996, kjer sta bili za knjižnico namenjeni dve pisarni. Sami zaposleni so naredili novi tloris knjižnice.
Leta 2003 se združita knjižnica Pedagoške fakultete in knjižnica Fakultete za management, takrat, ko Pedagoška fakulteta postane del Univerze na Primorskem (do leta 2003 je del Univerze v Ljubljani). Sedež knjižnice je na Cankarjevi 5.
Najprej je bila zaposlena samo ena knjižničarka, katera je bila zadolžena za knjižnico in založbo (prodaja knjig), nato se ji pridruži knjižničar, ki se je zelo dobro znašel v knjižničnem delu, kjer je polovični čas delal na izposoji in polovični čas v založbi. Takrat se knjižnica in založba ločita.

#### Gradivo in ureditev knjižnice
Knjižnici imata skupaj okoli 30.000 izvodov in 90 različnih naslovov serijskih publikacij. Katero gradivo pripada določeni knjižnici, se razlikuje glede na inventarno številko, saj ima vsaka svojo- inventarna številka za gradivo študentov Fakultete za management se začne s številko 0, medtem ko za gradivo študentov Pedagoške fakultete se začne s številko 4.
Gradiva pošiljajo tudi po pošti izrednim študentom ali študentom, kateri so od drugod in zaračunavajo po ceniku Pošte Slovenije, vendar s tem knjižnica nič ne profitira, je le na uslugo uporabnikom.
Med čitalniškimi gradivi imajo diplomske naloge obeh fakultet, vendar diplomske naloge Fakultete za management od leta 2006 že digitalizirajo.
Knjižnica ima na voljo 11 čitalniških mest z računalniki, med tem ko je en računalnik namenjen katalogu.